# Bernd Hölzenbein
Bernd Hölzenbein (Dehrn, 1946. március 9. – 2024. április 15.) nyugatnémet válogatott világbajnok német labdarúgó, csatár.

## Pályafutása

### Klubcsapatban
1956-ban a TuS Dehrn csapatában kezdte a labdarúgást. 1966-ban igazolta le az Eintracht Frankfurt. Itt 1967-ben mutatkozott be az első csapatban. Pályafutása jelentős részét az Eintrachtban töltötte 14 idényen át. Az együttessel háromszor nyert nyugatnémet kupát és egyszer UEFA-kupát. 1981 és 1985 között az Egyesült Államokban játszott, nagypályán és teremben is. 1986-ban az FSV Salmrohr csapatában fejezte be az aktív labdarúgást.

### A válogatottban
1973 és 1978 között 40 alkalommal szerepelt a nyugatnémet válogatottban és öt gólt szerzett. Tagja volt az 1974-es világbajnok csapatnak.

## Sikerei, díjai
NSZK
- Világbajnokság
  - világbajnok: 1974, NSZK
- Európa-bajnokság
  - ezüstérmes: 1976, Jugoszlávia

 Eintracht Frankfurt
- Nyugatnémet kupa (DFP-Pokal)
  - győztes: 1974, 1975, 1981
- UEFA-kupa
  - győztes: 1979–80